# Aeropuerto de Zhitómir
El Aeropuerto Internacional de Zhitómir-Smokovka (IATA: ZTR, OACI: UKKM), más conocido como Aeropuerto de Zhitómir (en ucraniano: аеропорт «Житомир»), es un aeropuerto público de Ucrania, localizado junto a la ciudad de Zhitómir, capital del óblast homónimo situada a 130 kilómetros de Kiev.

## Historia
El aeropuerto se inauguró en el año 1939, construido en lado este de la ciudad de Zhitómir a unos 5 kilómetros del centro de la misma. En una primera fase, mantuvo su operatividad hasta el año 2011, cuando el Servicio Estatal de Aviación de Ucrania excluyó el aeródromo de Zhitómir del registro de aeropuertos oficiales de Ucrania ya que había dejado de recibir vuelos desde el año 1990.
El aeropuerto fue finalmente reformado y volvió a recibir, el 30 de diciembre de 2015, el certificado oficial de operatividad. Un mes después, el 29 de enero de 2016, un vuelo técnico de la aeronave Saab 340 certificó la reapertura del renovado aeropuerto. En junio de 2021, el Consejo de Ministros de Ucrania aprobó la instalación de un puesto de control fronterizo en el aeropuerto que le permitiera recibir vuelos internacionales, poniéndose en funcionamiento en agosto del mismo año con la llegada del primer vuelo internacional desde Estados Unidos.
A finales de febrero de 2022, la invasión rusa de Ucrania afectó gravemente a las instalaciones del aeropuerto. Durante el ataque y bombardeo de la ciudad de Zhitómir por parte del ejército ruso, el 27 de febrero dos misiles Iskander impactaron en el aeropuerto.